# Cylicobdella joseensis
Cylicobdella joseensis är en ringmaskart som först beskrevs av Grube och Örsted 1859.  Cylicobdella joseensis ingår i släktet Cylicobdella och familjen Cylicobdellidae. Inga underarter finns listade i Catalogue of Life.